# Jurinella (insecto)
Este artículo trata sobre un género de moscas. Para el género botánico ver Jurinella.
Jurinella es un género de moscas de la familia Tachinidae. Hay por lo menos 50 especies descritas.

## Especies
- Jurinella abodminalis (Townsend, 1914) c g
- Jurinella abscondens (Townsend, 1914) c g
- Jurinella anax Curran, 1947 c g
- Jurinella andicola Townsend, 1914 c g
- Jurinella apicata Curran, 1947 c g
- Jurinella ariel Curran, 1947 c g
- Jurinella baoruco Woodley, 2007 c g
- Jurinella bella Curran, 1947 c g
- Jurinella bicolor (Wiedemann, 1830) c
- Jurinella caeruleonigra (Macquart, 1846) c g
- Jurinella circularis Curran, 1947 c g
- Jurinella connota Curran, 1947 c g
- Jurinella corpulenta (Townsend, 1927) c
- Jurinella crossi (Blanchard, 1942) c g
- Jurinella debitrix (Walker, 1860) c g
- Jurinella egle Curran, 1947 c g
- Jurinella epileuca Walker, 1849 c g
- Jurinella feminea Curran, 1947 c g
- Jurinella ferruginea Townsend, 1929 c g
- Jurinella fuscicornis Curran, 1925 c g
- Jurinella gertschi Curran, 1947 c g
- Jurinella gigantea (Townsend, 1932) c g
- Jurinella huntingtoni Curran, 1947 c g
- Jurinella jicaltepecia Townsend, 1931 c g
- Jurinella jujuyensis (Blanchard, 1941) c g
- Jurinella koehleri (Blanchard, 1941) c
- Jurinella lata Curran, 1947 c g
- Jurinella lutzi Curran, 1947 i c g b
- Jurinella maculata Vimmer & Soukup, 1940 c g
- Jurinella major Curran, 1925 c g
- Jurinella mexicana Curran, 1947 c g
- Jurinella milleri Curran, 1947 c g
- Jurinella minuta Curran, 1947 c g
- Jurinella niveisquamma (Engel, 1920) c g
- Jurinella obesa (Wiedemann, 1830) c g
- Jurinella palpalis Curran, 1947 c g
- Jurinella panamena Curran, 1947 c g
- Jurinella pilosa Drury, 1773 c g
- Jurinella pollinosa (Wulp, 1888) c g
- Jurinella procteri Curran, 1947 c g
- Jurinella producta Curran, 1947 c g
- Jurinella profusa Curran, 1947 c g
- Jurinella reducta Curran, 1947 c g
- Jurinella rufiventris Vimmer & Soukup, 1940 c g
- Jurinella salla Curran, 1947 c g
- Jurinella schwarzi Curran, 1947 c g
- Jurinella spinosa (Townsend, 1927) c
- Jurinella thoracica Curran, 1925 c g
- Jurinella vaga Curran, 1947 c g
- Jurinella vargas Curran, 1947 c g
- Jurinella varians Curran, 1947 c g
- Jurinella zeteki Curran, 1947 c g

Fuentes: i = ITIS, c = Catalogue of Life, g = GBIF, b = Bugguide.net